# Championnat de France féminin de volley-ball 1981-1982
Navigation
Saison précédente Saison suivante
| \| Clamart Lyon Montpellier Paris UC Espoirs de France CASG Hyères Nancy Tourcoing \| Localisation des clubs engagés dans le championnat. |
| Clamart Lyon Montpellier Paris UC Espoirs de France CASG Hyères Nancy Tourcoing                                                           |

Le Championnat de France de volley-ball féminin, Nationale 1 1981-1982, a opposé les neuf meilleures équipes françaises de volley-ball.

## Listes des équipes en compétition
| CSM Clamart       |
| Espoirs de France |
| GSA Hyères        |
| ASU Lyon          |
| ASPTT Montpellier |
| SLUC Nancy        |
| CASG Paris        |
| Paris UC          |
| Tourcoing Sports  |

## Formule des compétitions
- Phase régulière, les équipes se rencontrent en match aller/retour, les deux derniers du classement sont rétrogradés en Nationale 2..
- Les quatre premiers du classement se rencontrent en trois tournois (dit tournois des As). Les résultats de la saison régulière sont conservés. Le classement final est établi à l'issue des douze rencontres.

## Classement final
| # | Équipe            |
| 1 | CSM Clamart (T)   |
| 2 | Espoirs de France |
| 3 | Paris UC          |
| 4 | Lyon              |
| 5 | CASG Paris        |
| 6 | GSA Hyères        |
| 7 | SLUC Nancy        |
| 8 | ASPTT Montpellier |
| 9 | Tourcoing Sports  |

|     | Rétrogradation en Nationale 2 |
| (T) | Tenant du titre 1981          |

## Bilan de la saison
| Tableau d'Honneur |           |
| Compétition       | Vainqueur |
| Nationale 1       | Clamart   |

| Qualifications européennes 1982-1983 |            |
| Compétition                          | Qualifiés  |
| Coupe d'Europe des Clubs Champions   | Clamart    |
| Coupe des vainqueurs de Coupes       | Paris UC   |
| Coupe de la CEV                      | CASG Paris |

| Promotions et relégations |                                                                             |
| Relégués en Nationale 2   | ASPTT Montpellier Tourcoing Sports                                          |
| Promu de Nationale 2      | Stade français RSC Champigny Nantes US Saint-André-lez-Lille ASPTT Mulhouse |